# Теорія раціональних очікувань
Теорія раціональних очікувань (англ. Rational expectations theory) — одна із течій сучасного економічного консерватизму, яка виникла у 70-80-х рр. XX століття (Ф. Модільяні), її ще називають “нова класична макроекономіка” (Дж. Тобін), “нова класика”. Деякі економісти вважають нову класику не самостійною школою економічної думки, а лише особливою версією, “правим крилом” (М. Блауг) монетаризму.
Засновником та ідейним лідером теорії раціональних очікувань є професор Чиказького університету Р. Лукас. Суттєвий внесок в розвиток даної концепції здійснили також Т. Сарджент, Н. Воллес, Дж. Лонг, Ч. Плоссер та Е. Прескотт.

## Історія

### Перша згадка
Гіпотеза раціональних очікувань (РО) вперше була запропонована у 1961 р. Дж. Ф. Мутом в статті, присвяченій ринку товарів і цінних паперів. Мут зацікавився питанням, чому жодне правило, жодна формула або модель ніколи не могли успішно прогнозувати рух цін на фінансових ринках, який дійсно нагадує те, що заведено називати процесом “випадкових блукань”, на який накладається “шум”. Фактично, його відповідь зводилась до того, що уся наявна інформація, яка здатна максимізувати точність цінових прогнозів, майже миттєво інкорпорується в поточні рішення спекулянтів. Таким чином їхні передбачення, а відповідно, й очікування є “раціональними” у точному розумінні цього слова. Економічні суб’єкти діють так, начебто вони знають модель, тобто очікування індивідів відповідають прогнозам, одержаним на основі моделі.

### Розвиток
Через десятиліття Р. Лукас та його однодумці плідно використали гіпотезу раціональних очікувань для обґрунтування неефективності державного регулювання економіки. 
Як відомо, монетаристи оперували поняттям “адаптивні очікування”, які економічні суб’єкти формують поширюючи минулі тенденції, досвід на майбутнє. Тому їх інколи називають очікуваннями, орієнтованими на минуле. Нові класики вводять поняття “раціональних очікувань”. Вони вважають, що економічні суб’єкти формують очікування, виходячи з усієї доступної інформації, а також знань про закономірності функціонування економіки, уявлень, стосовно майбутньої політики уряду та її наслідків. Раціональність очікувань означає, що вони є результатом оптимального (за критерієм максимізації) використання інформації.

## Особливості
На противагу адаптивним очікуванням, раціональні очікування зорієнтовані більше на майбутнє, ніж на минуле. Р.Лукас виходить з того, що економічні суб'єкти не схильні пасивно очікувати змін економічного курсу. Опираючись на широку інформацію, вони передбачають імовірні наслідки грошово-кредитної та фінансово-бюджетної політики; приймають раціональні рішення, здатні врівноважити дії державних структур. Підприємці й домашні господарства не просто екстраполюють процеси й тенденції, а прагнуть осягнути суть і логіку тих, хто здійснює регулювання економіки. Вчений вважає, що не слід розглядати споживачів і підприємців лише об'єктами макрорегулювання.

### З теорії РО випливають два суттєвих висновки
1. гроші є не просто нейтральними (щодо реальних змінних, як то зайнятість, обсяги виробництва), а супернейтральними. Якщо монетаристи визнавали нейтральність грошей лише в довгостроковому періоді, то нові класики стверджують, що вони є нейтральними й в короткостроковому періоді;
2. раціональні очікування економічних суб’єктів нейтралізують, а тому роблять неефективним державне регулювання економіки у будь-яких формах – чи то бюджетне, чи то грошово-кредитне[1].